# Солнечное затмение 11 июля 1991 года
Солнечное затмение 11 июля 1991 года — полное солнечное затмение 136 сароса, полная фаза которого наблюдалась в Северной, Центральной и Южной Америке.
Длительность полной фазы составила 6 минут 53,08 секунды в точке максимума. Более продолжительного полного затмения не будет до 13 июня 2132 года. Данное затмение — с максимальной магнитудой среди затмений 136 сароса, его величина — 1,07997.
Это затмение также было самым центральным полным затмением за 800 лет, значение гаммы = −0,0041. Более центрального затмения не будет ещё 800 лет. Его магнитуда также была больше, чем любое затмение с VI века.

## Обстоятельства видимости затмения
Полоса полного солнечного затмения прошла через американский штат Гавайи, Мексику, Гватемалу, Сальвадор, Гондурас, Никарагуа, Коста-Рику, Панаму, Колумбию, Бразилию, а частное солнечное затмение охватило центральную и южную части Северной Америки, большую часть Латинской Америки и прилегающие районы.
Основные населённые пункты, где можно наблюдать полное затмение:
| Населённый пункт   | Время UTC | Длительность |
| Масатлан           | 19:01:36  | 5 м 30 с     |
| Гвадалахара        | 19:12:20  | 6 м 13 с     |
| Мехико             | 19:24:17  | 6 м 38 с     |
| Пуэбла-де-Сарагоса | 19:27:01  | 6 м 38 с     |
| Гватемала          | 19:49:50  | 5 м 23 с     |
| Санта-Ана          | 19:52:37  | 5 м 12 с     |
| Манагуа            | 20:01:06  | 2 м 54 с     |
| Сан-Хосе           | 20:07:43  | 5 м 10 с     |
| Кали               | 20:25:38  | 4 м 30 с     |